# 四國
（日语：／ Shikoku */?，發音：[ɕikokɯ] ⓘ）是日本四大本土島嶼之一，位於九州東北、本州西南方，居於日本國土的西部偏中處。全島面積18,297.78平方公里，是日本本土四島中面積最小的，在世界各島嶼面積則排名第50。在行政區劃上劃分為香川、德島、高知、愛媛等4縣。四國本島和其附近的小豆島、大三島、大島、中島、伯方島、豐島等島嶼共同組成四國地方，為日本傳統8大地理分區之一。
四國在《古事記》中名為「伊予之二名島」，在《日本書紀》中名為「伊予二名洲」，是國誕生神話中第二個或第三個出現的島嶼。日本實施律令制時期，其分屬南海道中的讚岐國、阿波國、土佐國、伊予國，故而得名「四國」。在四國四縣之中，位於瀨戶內海沿岸的香川、愛媛兩縣和對岸的岡山、廣島兩縣交往較為頻繁。德島縣則因淡路島的存在而與近畿地方交通往來便利，兩者之間關係十分密切。而面向太平洋的高知縣因著山地阻隔，導致往本州和四國其他地區的交通不便，文化的獨立色彩較強。雖然四國四縣的文化各具自己的特色，但亦共享有四國八十八箇所等文化遺產。

## 歷史

### 古代史
四國是日本文明較早得到發展的地區。在愛媛縣、高知縣和德島縣均發現舊石器時代的遺跡。上黑岩岩陰遺跡是四國著名的繩文時代早期遺跡，人類在這裡持續居住約一萬年的時間。四國的人類文明程度在繩文時代後期進一步發展，出現平城貝塚、宿毛貝塚等貝塚遺跡。進入彌生時代之後，四國開始出現大規模水稻種植並開始使用金屬器，人口亦大幅增加。四國具代表性的彌生時代遺跡有德島市的矢野遺跡、南國市的田村遺跡群等。四國發現眾多古墳，其中以香川縣最多。四國規模最大的前方後圓墳中，富田茶臼山古墳和快天山古墳位於香川縣，澀野丸山古墳則位於德島縣。四國最大的長方形墳則是愛媛縣四國中央市的宇摩向山古墳。進入飛鳥時代和奈良時代之後，隨著律令制的實施，在四國開始興建國分寺和官衙。現在已發現這些建築的遺跡。平安時代的高僧空海出身於讚岐國。他在讚岐修建日本最大的灌溉池滿濃池，對當地農業的發展有重大貢獻，四國八十八箇所亦是起源於空海。源平合戰後期重要戰役之一的屋島之戰亦發生在四國。包括四國在內的西日本原本是以天皇為首的朝廷勢力較強的地區，但在承久之亂之後，鎌倉幕府的控制力加強。至室町時代時，細川氏成為四國最強的勢力，控制四國中的土佐、阿波、讚岐三國的大部分地區，而伊予國則以河野氏勢力最強。

### 戰國時代至江戶時代

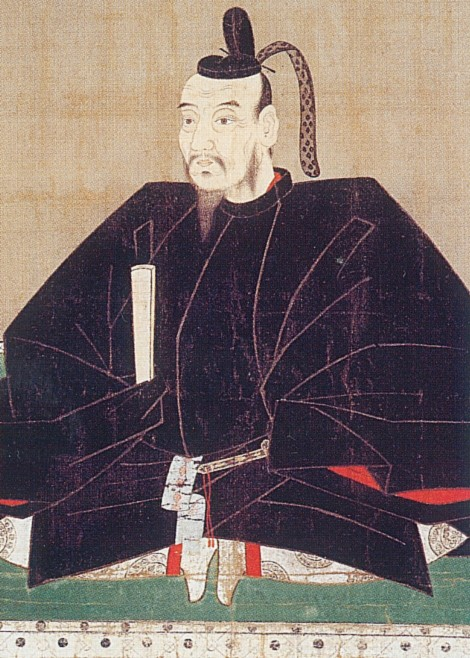
長宗我部元親是戰國時代四國的霸者

在戰國時代，四國較強的勢力有控制阿波國至畿內地區的三好氏、控制土佐國南部的土佐一條氏、伊予國的河野氏、讚岐國的香川氏等，但最終成為四國霸主的是「土佐七雄」之一的長宗我部氏。長宗我部元親在1575年（天正3年）統一土佐國之後又佔領了阿波和讃岐兩國，並趁本能寺之變後的混亂局面基本統一四國全境。1585年（天正13年），羽柴秀吉進行四國征伐，長宗我部元親雖一度抵抗，但最終不敵投降。江戶時代之後，四國原本的各大名都被驅逐，取而代之的藩主是德川幕府較為信賴的武將。江戶時代時，德島藩（相當於阿波國和淡路國）和土佐藩（相當於土佐國）的情況較為單純，分別由蜂須賀氏和土佐山內氏統治。而伊予國和讚岐國則分為多個小藩，其中規模較大的藩有高松藩、伊予松山藩、宇和島藩:362。
在較為和平的江戶時代，四國的經濟和文化都有明顯發展。德島藩生產的阿波藍是當時日本品質最高的染織品，成為當時德島藩的財政基礎。高松和丸龜兩藩的主要特產品則是「讚岐三白」（棉花、砂糖、鹽）。香川的鹽產量曾佔日本的三分之一。位於伊予國東部的別子銅山是當時世界規模最大的銅礦之一，由住友家經營，成為之後住友財閥崛起的基礎。同時四國八十八箇所和金刀比羅宮吸引來自日本各地的宗教信徒，亦促進四國交通的改善:364。

### 近現代歷史

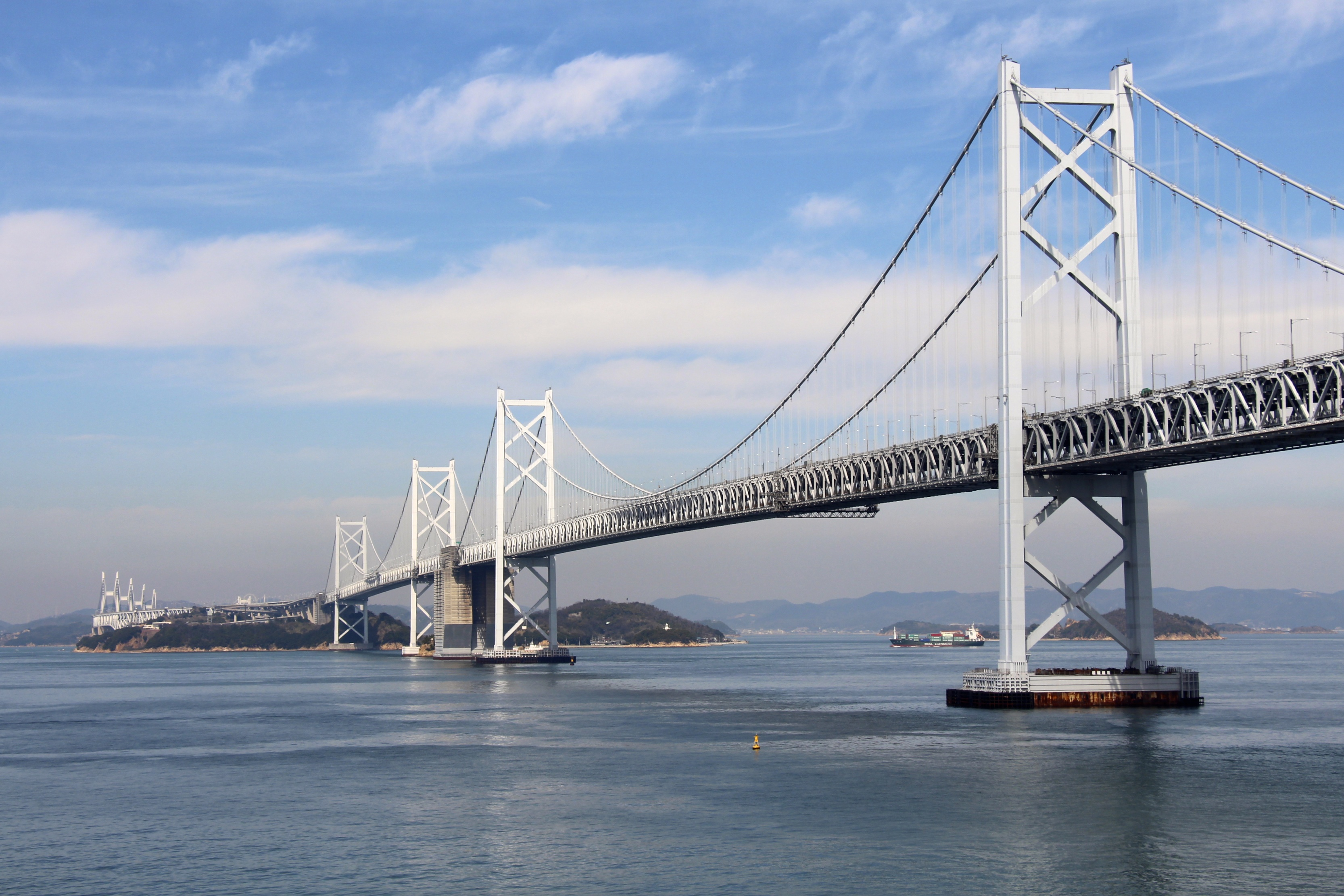
瀨戶大橋的開通標誌日本本土四島的陸路交通連為一體

幕末時期，財政嚴峻的土佐藩是四國最早開始實施大改革的藩，也是四大雄藩「薩長土肥」之一。坂本龍馬、中岡慎太郎、岩崎彌太郎、板垣退助等在明治維新和日本近代化進程中有貢獻人士都是土佐藩出身。1871年8月廢藩置縣之後，四國各藩改為縣。同年12月，明治政府對規模過小的縣進行大規模合併，四國各縣整合為名東縣、香川縣、松山縣（後改名為石鐵縣）、宇和島縣（後改名為神山縣）、高知縣五縣。其中高知縣、香川縣的範圍和現在的範圍基本相同，名東縣則相當於現在的德島縣和淡路島地區，宇和島縣相當於現在的愛媛縣南部，松山縣相當於現在的愛媛縣中部和東部。1873年，香川縣被併入名東縣，神山縣和石鐵縣合併為愛媛縣。1875年，香川縣再次被分出名東縣。1876年，香川縣和愛媛縣合併，名東縣和高知縣合併，同時淡路島被劃入兵庫縣。1880年，德島縣從高知縣分出。1888年，香川縣自愛媛縣分出，是日本除了二戰後因沖繩返還而在1972年再次設立的沖繩縣之外最晚設立的縣。四國的行政區劃也在這次調整之後穩定為現在的四縣格局:365。
由於外國的低價砂糖、棉花、染織品在明治維新之後大量進入日本，四國地區的經濟受到嚴重影響，當地農業被迫開始轉型。另一方面，別子銅山所在的瀨戶內海沿岸地區憑藉銅礦資源和水運之利而成為四國最早開始工業化的地區:365。1888年，四國第一條鐵路在松山和三津之間開業，標誌四國交通和經濟的近代化取得一定成就。四國在近代還扮演人口輸出地的角色。德島縣是西日本移民北海道人口最多的縣，四國其他三縣亦送出眾多往外國的移民。第二次世界大戰時期，四國也遭到美軍的空襲。美軍在工業重鎮新居濱市投下威力僅次於原子彈的強力炸彈南瓜炸彈，可見新居濱在當時日本工業中的重要地位。
四國在戰後迎來經濟高速發展時期。香川縣和愛媛縣的瀨戶內海沿岸地區作為瀨戶內工業地域的一部分實現工業化，造船、化工等重工業實現飛速發展。但另一方面，德島縣、高知縣和愛媛縣南部則工業化進程相對滯後，和瀨戶內海沿岸地區的經濟差距拉大。經濟發展造成的公害問題亦成為四國新的社會問題。例如香川縣的豐島曾長期飽受違法傾倒的廢棄物困擾，一度被稱為「垃圾之島」。1988年，世界最長的鐵路公路兩用橋瀨戶大橋開通，使得四國和本州之間的交通大幅改善，打通日本四大本土島嶼的陸路交通，「一本列島」的目標成功實現。但交通的改善也帶來人口和消費加速流出等新的問題。現在四國民間輿論有四國道州制構想，期待通過加強四國一體化來解決人口減少等課題。

## 地理

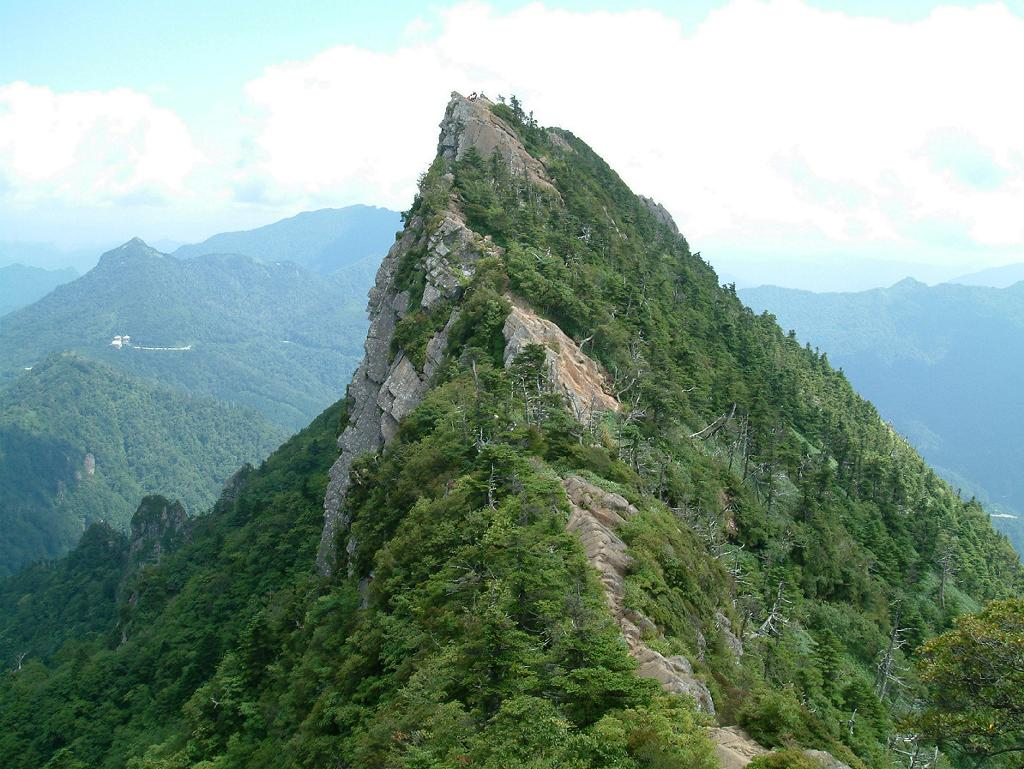
四國最高峰石鎚山

四國本島面積18297.78平方公里，佔日本面積的約5%。四國可以按照地形分為瀨戶內海沿岸的北四國、中部的四國山地和太平洋沿岸的南四國三個地區:360。北四國包括香川縣、愛媛縣中央構造線以北的地區和瀨戶內海諸島。這一地區屬於瀨戶內海式氣候，降水較少。島嶼眾多且海岸線頗為複雜。北四國也是工業化程度較高的地區:360。四國山地橫跨德島、愛媛和高知三縣，多被森林覆蓋，是四國的水源地，但面臨嚴峻的人口減少問題:361。南四國則指德島縣和高知縣的大部分地區。這一地區降水豐沛，因交通不便而工業化較為滯後:361。

### 地質與地形
四國北臨瀨戶內海、南臨太平洋、東臨鳴門海峽、西臨豐後水道，島內的山地呈現東西走向:369。四國的地質可按鳴門至松山的中央構造線分為兩個部分，北側屬於西日本內帶，南側屬於西日本外帶。北側自第三紀的火山活動以來地盤運動較為安定，地形也比較平緩。南側則有自第三紀之後地盤持續上升的四國山地，地形較為險峻:370。四國的最高峰是石鎚山，標高1982米，也是西日本的最高峰。在愛媛和高知縣交界處分佈有喀斯特地形。四國喀斯特是日本三大喀斯特地形之一。四國的主要平原則有位於西北部的道後平原、讚岐平原、德島平原、高知平原。其中道後平原和讚岐平原是四國的主要糧食生產地。讚岐平原並非連續平原，在平原內還分佈有一些低山。德島平原和高知平原則都是由河川沖積形成的平原:372。

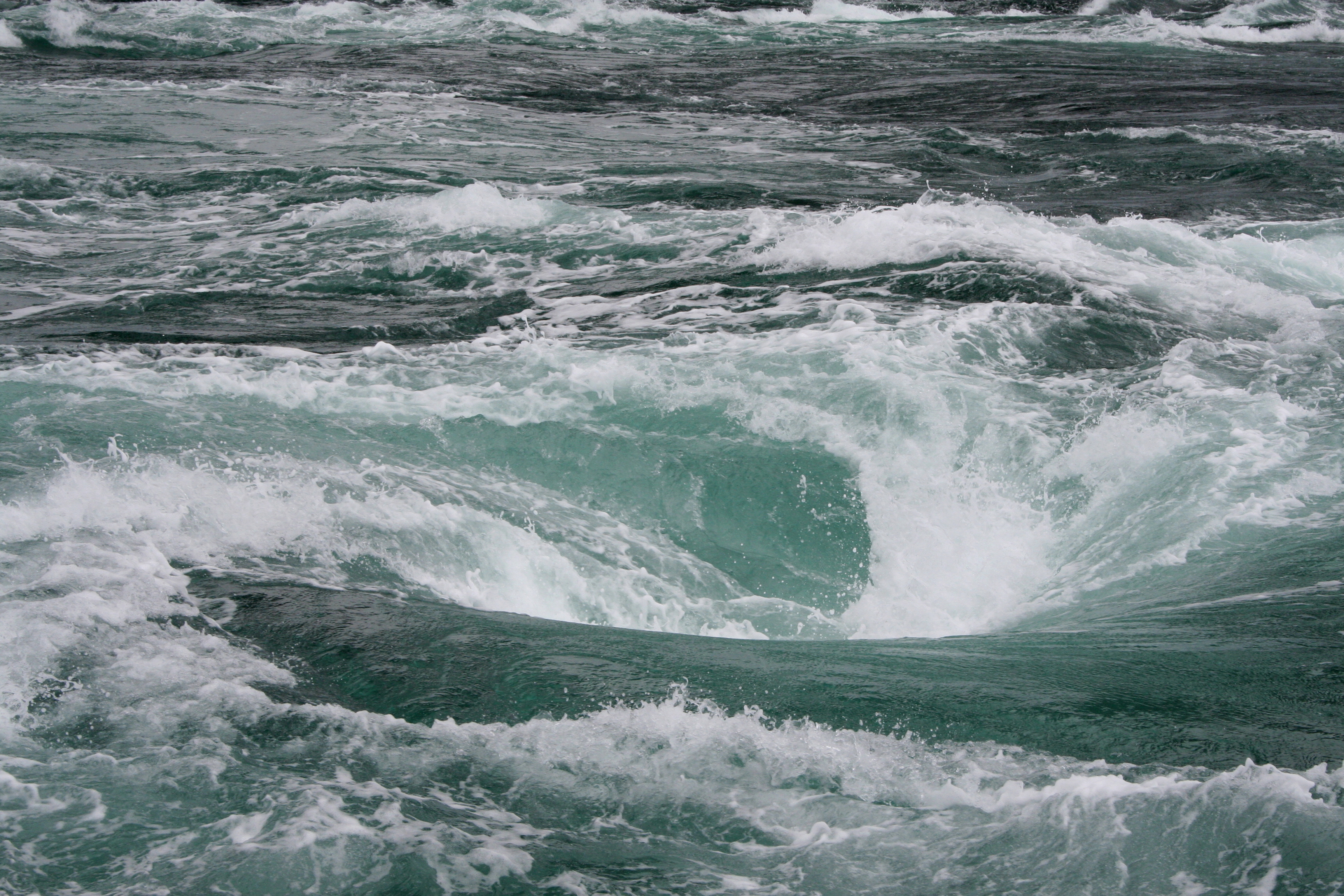
鳴門漩渦

四國北岸的瀨戶內海在最終冰河期曾是盆地地形。冰河期之後由於冰川融化而被水淹沒:371。瀨戶內海島嶼眾多，其中直島群島、鹽飽群島、藝予群島、防予群島等離島是四國各縣的轄區。瀨戶內海因其優美的景觀而被指定為瀨戶內海國立公園。四國有眾多半島和海岬，其中著名的有四國最西端的佐田岬半島、四國最南端的足摺岬、高知縣東南部的室戶岬、四國最東端的蒲生田岬等，海岸線較為複雜:371。由於瀨戶內海地區水深較淺且潮位變化複雜，因此容易產生漩渦。鳴門漩渦是四國的代表性景觀之一。

### 河流
四國山地是四國的分水嶺。四國山地北側的河流流入瀨戶內海。地形使得這些河流大多短小湍急。四國山地南側的河流則多流向太平洋，大多為東西走向，長度也比較長。四國長度最長的河川是吉野川，全長194公里，流域面積3,750平方公里，佔四國全體的兩成。高知縣南部的四萬十川因水質優越和少有水庫而被譽為「日本最後的清流」。仁淀川亦以清澈的水質而著稱。四國南部是日本降水量最多的地區之一，洪水頻發。與之相對的是四國北部的瀨戶內海沿岸地區卻是日本降水量最少的地區之一。因此四國山地中分佈有不少水庫，以防止洪水發生並提供四國北部地區的用水，其中以早明浦水庫規模最大。

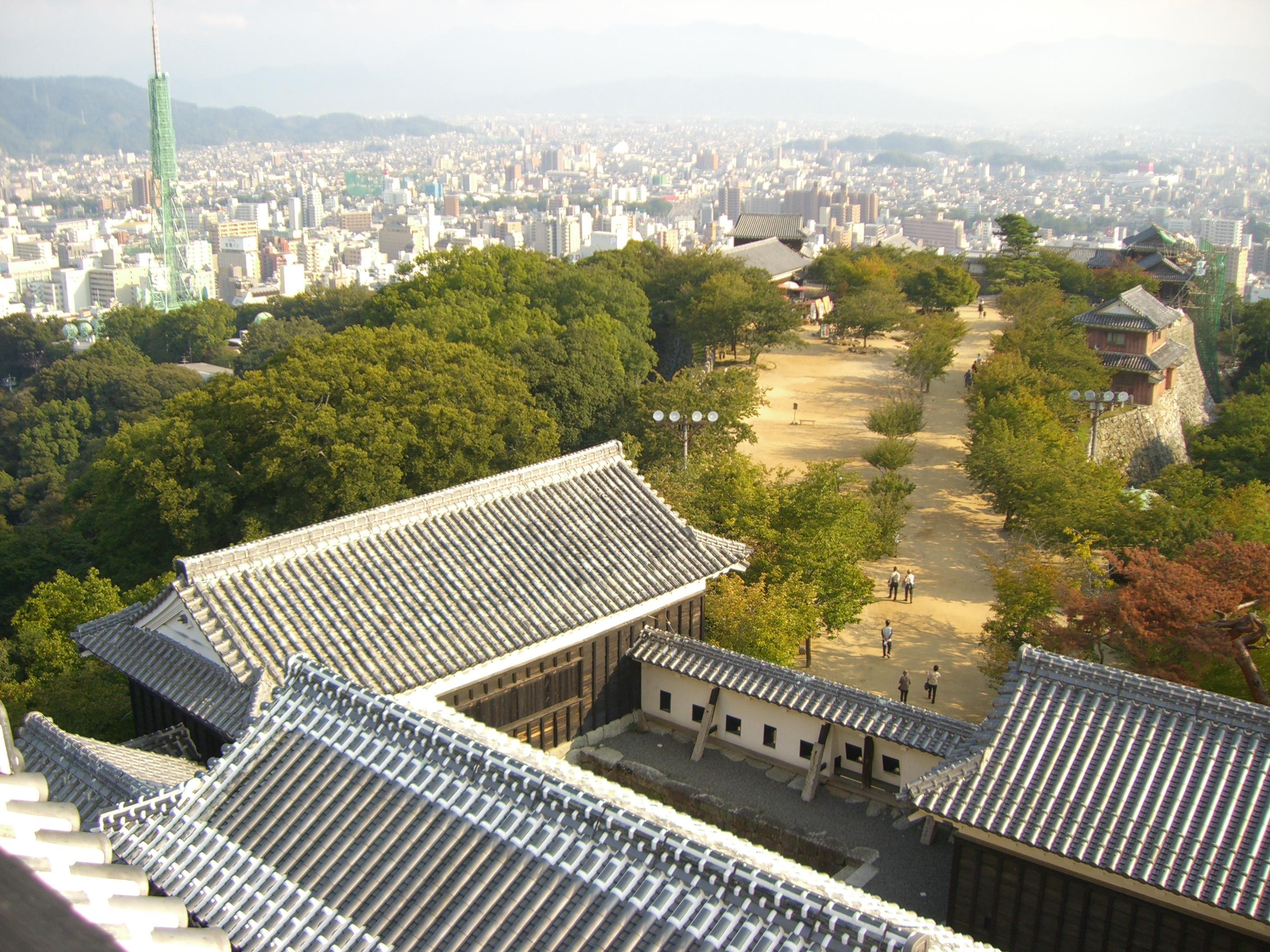
松山市

### 城市發展
四國在過去由於島內交通不便，使得島內之間的移動較少。例如在1990年時，香川縣東部的最大出行目的地是岡山縣南部，松山的最大出行目的地則是廣島。在1990年代之後，隨著高速公路網的建設，四國島內的交通大幅改善，四縣之間的人員流動也大幅增加。2010年時，四國各地區的最大出行目的地都在四國島內，顯示交通的發展促進四國一體化。交通的發展也使得四國的都市格局發生變化。松山市和高松市的四國龍頭之爭一直都是四國都市競爭的主題。松山市是四國人口最多城市，擁有豐厚的文化底蘊，並且NTT、NHK等電訊、信息方面的企業機構將其在四國的最重要據點設在松山:473。高松市雖然人口比松山市少約10萬人，但因便利的交通位置使得眾多企業和政府機構將其在四國的據點設在高松，使得高松有「四國玄關」之稱。高松還集中四國四成的批發銷售額，零售銷售額也居四國首位:425。但在明石海峽大橋開通之後，由於以鳴門市為首的德島縣東部地區往本州的交通大幅改善，使得高松在交通上的重要度有所下降。此外愛媛縣的四國中央市、新居濱市等地，因地理位置居中且交通便利，而以若實施道州制、成立四國州之後成為州的行政中心為發展目標。

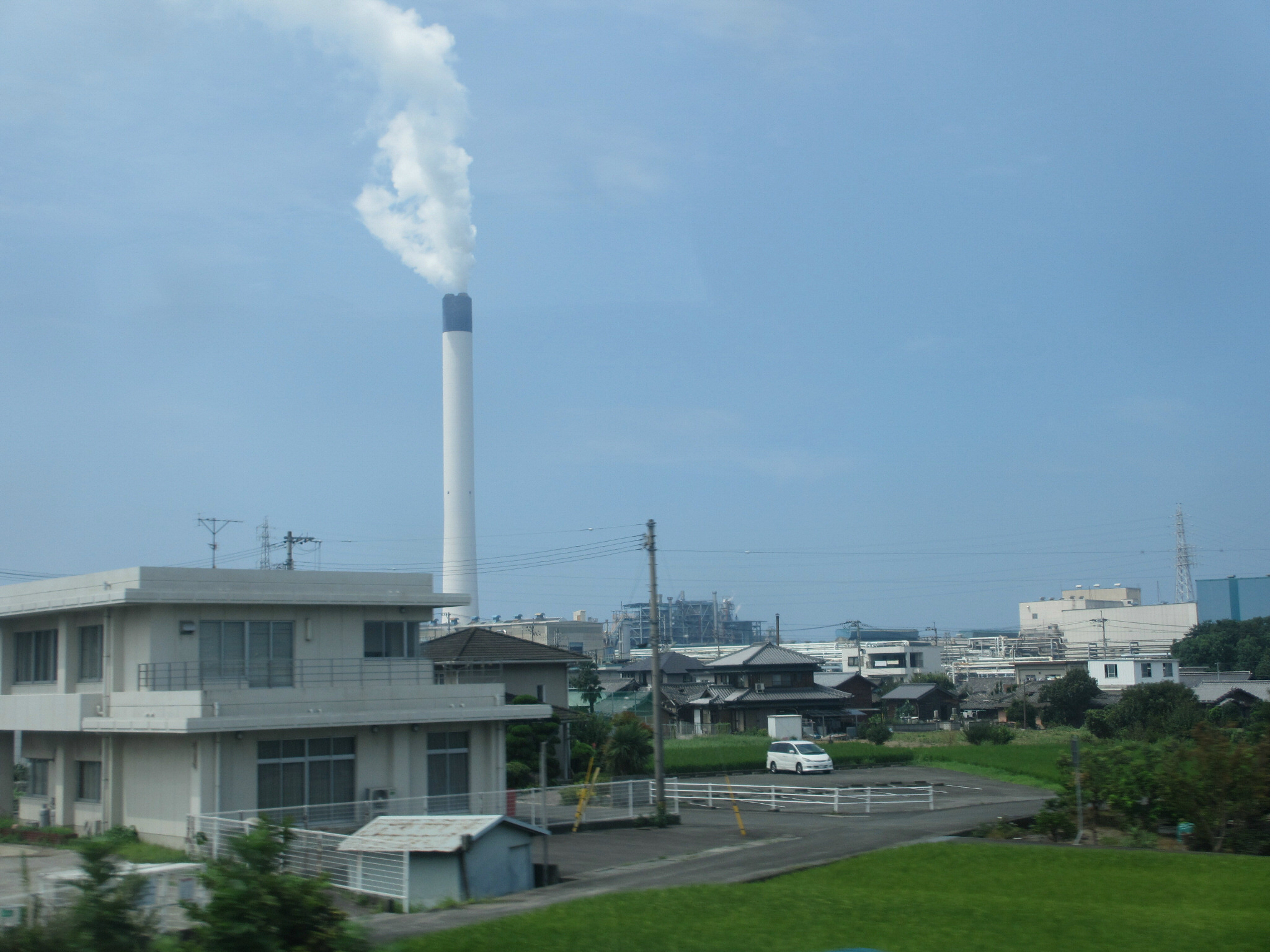
中央市

### 氣候
四國的氣候以四國山地為界有很大不同。

#### 北四國
德島縣的吉野川流域以北地區、香川縣和愛媛縣東部及中部屬於瀨戶內海式氣候，全年溫暖少雨多晴天，受颱風影響也較少。這一氣候特徵使得四國北部地區的油橄欖、柑橘種植業發達，並且利於曬鹽。但另一方面，這也導致水資源不足成為北四國農業發展的嚴重問題。為此這一地區修建眾多儲水池。香川縣的儲水池密度是日本之冠。在夏季時，這一地區多焚風現象發生，因此有時會出現極端高溫的現象:374。

#### 四國山地
四國山地的氣候則隨海拔高度的變化而有很大不同。山麓地區氣候炎熱，但海拔1400米以上的地區則氣候涼爽，年平均氣溫和北海道的平地相近:375。

#### 南四國
四國山地南側地區氣候炎熱、降水充沛，屬於太平洋側氣候。這一地區受到黑潮的影響，即使冬季也十分溫暖，部分地區全年無霜:375。夏季這一地區常是颱風的登陆地點，高知縣更有「颱風銀座」之稱。

## 人口

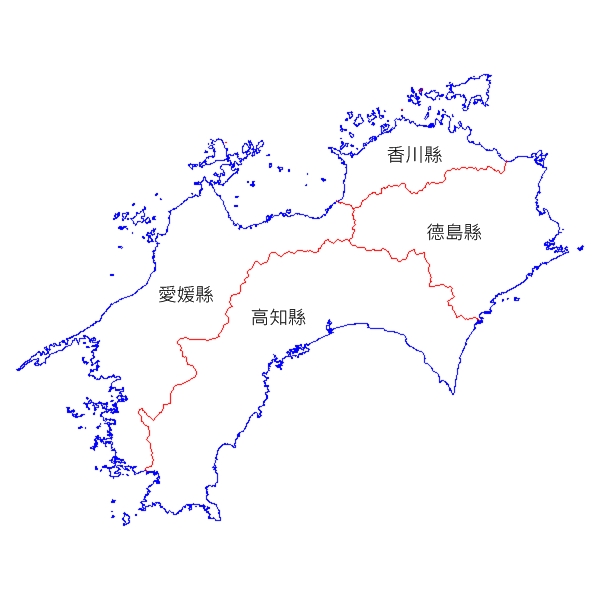
四國地方行政區域圖

1920年日本首次人口普查時，四國地方有人口306萬人。1985年人口普查時，四國達到人口峰值，有人口422.7萬人。之後四國人口開始減少，比日本全國人口開始減少要早25年。四國人口佔日本總人口的比例也從1960年的4.4%降低到2005年的3.2%，顯示四國的人口流出問題十分嚴重。2017年4月1日時，四國四縣人口合計還剩3,794,792人。不過，四國生育情況不錯，該島所有人的總和生育率約有1.5，高於日本的平均水準。其中以香川縣最高，達1.57。但四國的65歲以上人口比例高於日本平均值。
就人口分佈來看，香川縣和愛媛縣北部等平地較多的地區人口密度較高，而高知縣、德島縣南部和愛媛縣南部等多山地的地區則人口密度較低。高知縣也是四國人口減少率最大的縣。由於鄉村人口到市區找工作，單看四國內的局部區域的過疏問題也嚴重，高知縣和德島縣的過半地區都是過疏地區，居住在過疏地區的人口比例也遠高於日本平均值。高知縣的大川村是四國過疏地區嚴峻現狀的縮影。該村在1960年時有人口4,114人，此後因早明浦水庫的建設和白瀧礦山關閉而人口急劇減少。2015年人口普查時，大川村只有人口397人，是日本除了離島之外人口最少的自治體。
| 縣名   | 日文名 | 讀音 | 面積 （平方公里） | 人口      | 排名 | 佔日本比例 | 佔四國比例 | 人口密度 （每平方公里人口數） |
| ------ | ------ | ---- | ----------------- | --------- | ---- | ---------- | ---------- | ----------------------------- |
| 香川縣 |        |      | 1876.72           | 967,504   | 39   | 0.76%      | 25.5%      | 515.5                         |
| 德島縣 |        |      | 4146.65           | 744,837   | 44   | 0.59%      | 19.6%      | 179.6                         |
| 高知縣 |        |      | 7103.93           | 715,374   | 45   | 0.56%      | 18.9%      | 100.7                         |
| 愛媛縣 |        |      | 5676.11           | 1,367,077 | 28   | 1.08%      | 36%        | 240.8                         |

## 政治
1996年日本導入小選舉區制之後，在眾議院選舉中，四國被劃分為13個選舉區:383。但在2013年，由於人口減少，高知縣和德島縣各被削減一個選舉區，現在四國共有11個眾議院選舉區。四國屬於自民黨佔據壓倒性優勢的保守王國。即使是在民主黨大勝的2009年總選舉，民主黨的候選人也只在五個選區當選。在2012年總選舉和2014年總選舉中，自民黨在四國地方除了香川縣第2區之外的選舉區取得全勝。但在2017年總選舉時，香川、愛媛、高知三縣各有一個選區由非自民黨人士當選。2021年總選舉時，香川縣有兩名、德島縣有一名非自民黨人士當選。在比例代表方面，四國屬於比例四國區，共有6名議員。2014年總選舉中，自民黨有三人當選，民主黨、公明黨、維新黨則各有一人當選。自民黨在2017年總選舉時維持比例代表三人當選的局面，希望之黨、公明黨、立憲民主黨則各有一人當選。2021年總選舉時，自民黨仍有三人在比例代表當選；立憲民主黨、公明黨、日本維新會各有一人當選
在參議院選舉中，四國四縣原本各有兩名議員。但由於日本票票不等值現象嚴重，為緩解這一現象，人口較少的德島縣選舉區和高知縣選舉區自2016年參議院選舉開始合併為德島縣·高知縣選舉區。
四國四縣的知事創建四國知事會，就擴大地方分權和解決四縣之間的共同課題進行討論並提出共同倡議。現在四國四縣提出「四國一體」的新發展目標，在防災、環境、觀光等領域加強合作。

## 經濟
2014年度，四國四縣的縣內生產總值合計有137906.06億日元，其中愛媛縣50942.92億日元、香川縣39148.46億日元、德島縣31803.12億日元、高知縣24207.8億日元。四國的生產總值中第一產業佔2.2%，第二產業佔24.3%。兩者均高於日本平均值。但第三產業佔比則略低於日本平均值，為73.5%。四國的生產總值佔日本國內生產總值總量的2.7%，低於日本總人口中四國所佔的比例。四國的工業品產值和零售銷售額亦低於人口比例。就人均縣民所得來看，四縣中以德島最高，其次依序是香川、愛媛、高知。

### 第一產業

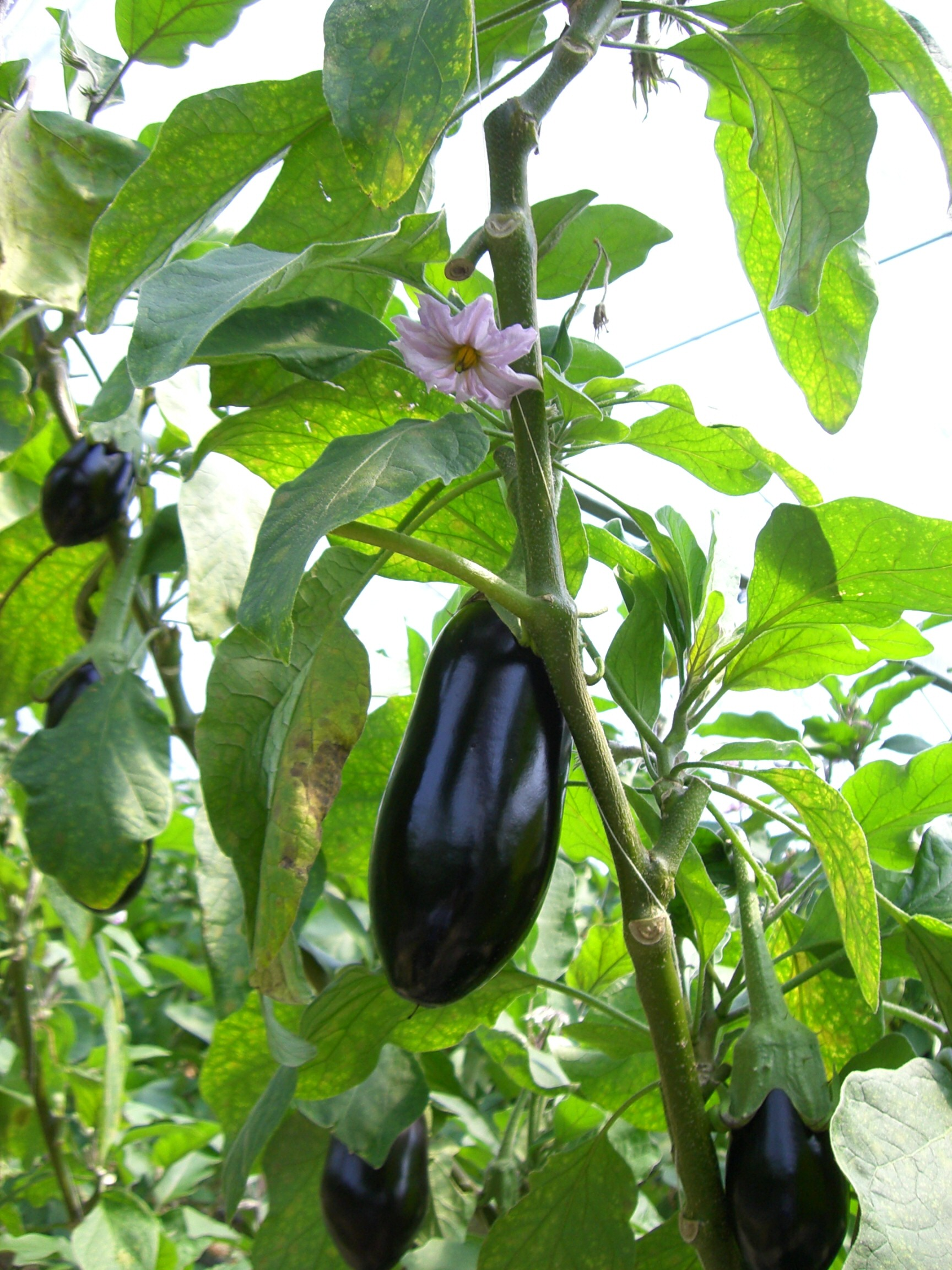
四萬十市的大棚栽培茄子

2015年，四國地方的耕地面積有13.97萬公頃，和1965年的25.4萬公頃相比大幅減少。四國的農家數在2015年則有13.4萬戶，其中香川、德島、高知三縣都是以稻農最多，而愛媛則是果樹農家最多。2014年，四國的農業生產額達3860億日元，其中蔬菜類佔1,356億日元，水果類有715億日元，稻米則有419億日元。四國的農業因地理、氣候的差異而有很大的地區差異。香川和愛媛兩縣因降水較少，小麥種植比例較高。香川縣更是日本少有的小麥產量高於水稻產量的縣。高知和德島則小麥產量極低。愛媛縣多山的地形和乾燥溫暖的氣候適合栽培柑橘類果樹，溫州蜜柑產量是日本第二位。高知則因氣候溫暖，適合展開反季蔬菜的大棚種植，茄子等蔬菜產量位居日本首位。德島縣則是日本最大的酢橘產地，幾乎壟斷日本的酢橘生產。四國的森林覆蓋率達69%，略高於日本平均值。其中高知縣更達84%，高居日本首位。四國的林業亦主要集中在高知、愛媛兩縣。高知縣的木材生產額是日本第11位，愛媛縣是第13位。四國的漁業由瀨戶內海的內海漁業、宇和海、太平洋的外海漁業、河川內水漁業、養殖漁業構成，無論收穫量還是養殖量都高於日本平均。高知縣的鰹魚和金槍魚捕獲量位居日本前列。愛媛縣的養殖業產值高居日本第一，其中真鯛養殖產量也是日本首位、鰤魚和珍珠養殖產量則是日本第二。

### 第二產業

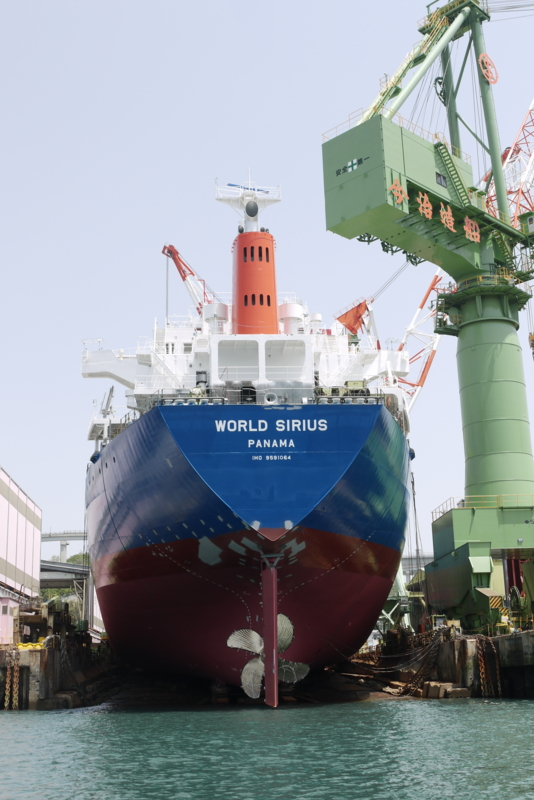
今治市的造船工廠

四國自江戶時代開始工業就有一定程度發展，生產丸龜扇、伊予絣等特產品。2014年度，四國的工業品生產額達88203.92億日元。四國的工業較為多樣化，非鐵金屬製造、化學工業、造紙及紙製品加工、食品製造、輸送用機械、石油製品均在工業品生產金額總值中佔比超過8%。四國的非鐵金屬製造業和造紙及紙製品加工業產值佔日本總量的10%以上。就地區分佈來看，愛媛佔四國工業生產總量的約44%，其次是香川的約28%和德島的約20%，高知則只佔約8%:398。瀨戶內海沿岸地區和德島縣東海岸地區是四國工業的中心地區，這一地區的工業以金屬、電機、食品、化學為主。四國主要的工業城市有以造船和毛巾工業著稱的今治市、以電機產業為主的西條市、以重化學工業為主的坂出市、以化工業和金屬產業為主的新居濱市、以造紙產業為主的四國中央市、以化學工業為主的德島市:398。今治市集中約200家毛巾企業，是日本最大的毛巾產地，品質亦享有盛譽。寶礦力水特的生產企業大塚製藥是四國發祥的公司中規模最大的企業之一，亦是德島縣化學產業發達的主因之一。大塚集團還利用其的化學技術複製世界各地的珍貴美術品，創建大塚國際美術館。德島縣的另一企業日亞化學工業則在世界發光二極管市場有重要地位，是世界首個生產藍色LED的企業。

### 第三產業
四國有阿波銀行（德島縣）、百十四銀行（香川縣）、伊予銀行（愛媛縣）、四國銀行（高知縣）四家地方銀行，德島銀行、香川銀行、愛媛銀行、高知銀行四家第二地方銀行。四國的地方銀行在近年展開經營合作，以降低成本提高效益。德島銀行和香川銀行更是同屬同一銀行控股公司。2013年，四國的批發業年銷售額有56733.9億日元，零售業年銷售額則有36159.12億日元。高松市憑藉便利的地理位置成為四國的商業中心，是四國零售業銷售額最多的城市，其次則是松山市和高知市。四國面臨汽車普及導致市中心空洞化這一日本諸多地區共同的問題，各都市均將這一問題視為重要課題並開展都市再生事業。高松市的丸龜町商店街和松山市的松山中央商店街是市中心商店街活性化成功的典範案例。近年四國四縣均將觀光產業作為重點發展產業。2015年度，四國主要觀光地吸引約1349萬人的觀光客參觀。

## 文化

### 方言
四国方言屬於西日本方言，受近畿方言的影響較強。在音調方面，四國的大多數地區屬於京阪式重音，西南部的部分地區屬於東京式重音，香川縣和愛媛縣東部、德島縣西北部的部分地區使用讚岐式重音:91。四國方言可再細分為阿波方言、讚岐方言、伊予方言、土佐方言、幡多方言。其中阿波方言受近畿方言的影響較強。讃岐方言和伊予方言雖然在文法和詞彙上都受山陽地方的方言影響較強，但在音調上有較大不同。土佐方言是四國方言中獨自特色最強的方言，古日本語的特徵保留較多。高知縣南部使用的幡多方言發音屬於東京式重音，和高知縣其他地區方言有較大不同:89-96。

### 飲食

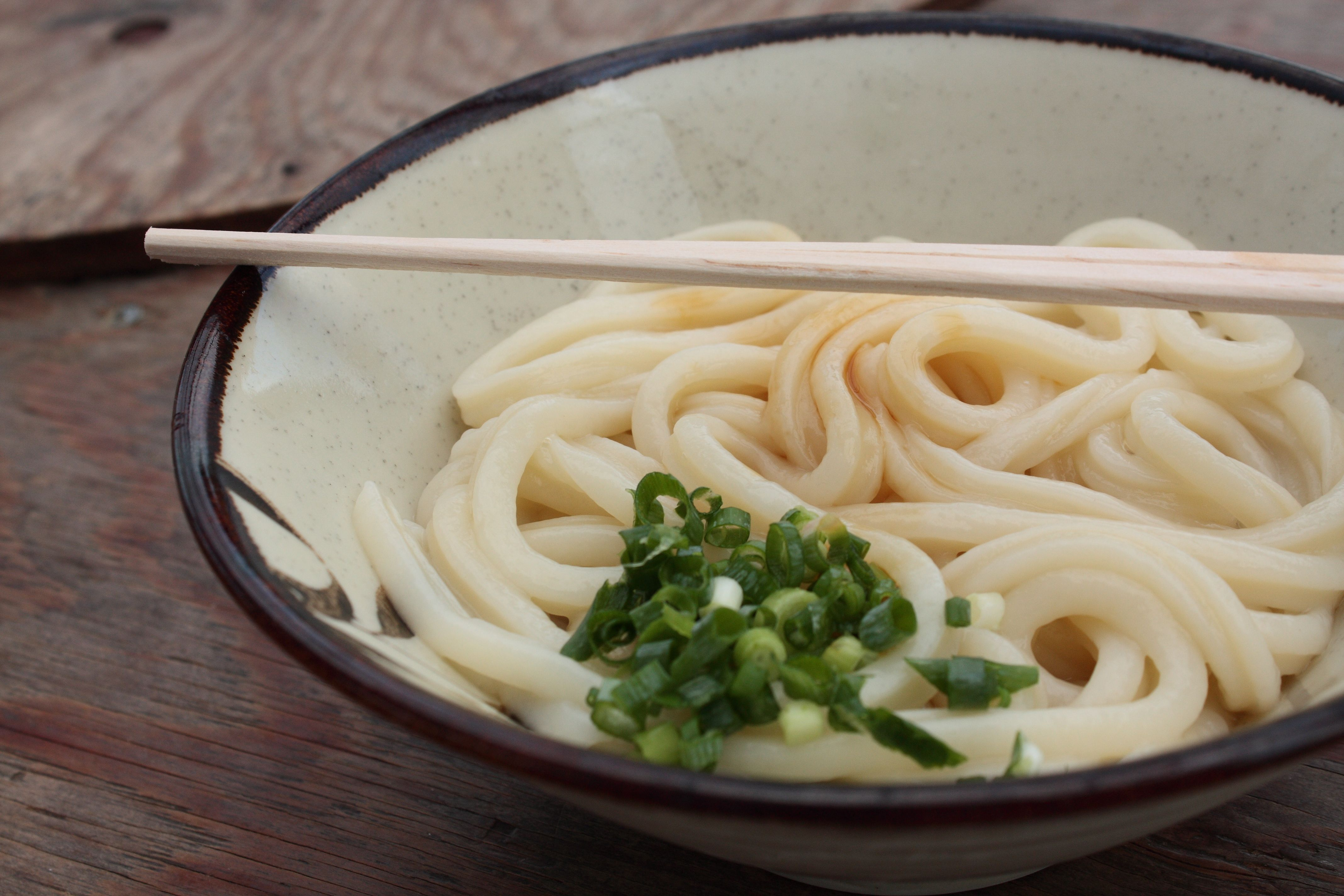
讚岐烏冬

自然環境和農業的不同特徵使得四國各縣發展出自己獨特的飲食文化。盛產小麥的香川縣的飲食文化以讚岐烏冬而著稱，烏龍麵產量和人均消費量都是日本第一。德島縣的鳴門烏冬雖然不如讚岐烏冬知名，但亦有獨自特色。德島拉麵則是四國最著名的日本拉麵之一。和三盆則是盛行於香川、德島兩縣的砂糖點心。鰹魚刺身則是最能代表高知縣飲食文化的菜餚。高知縣還是日本人均酒類消費量最多的縣。愛媛飲料生產的POM果汁則是日本銷量最多的柑橘果汁之一。愛媛縣的鯛魚捕獲量位居日本前列，鯛魚飯也是愛媛著名的鄉土料理。

### 節慶活動

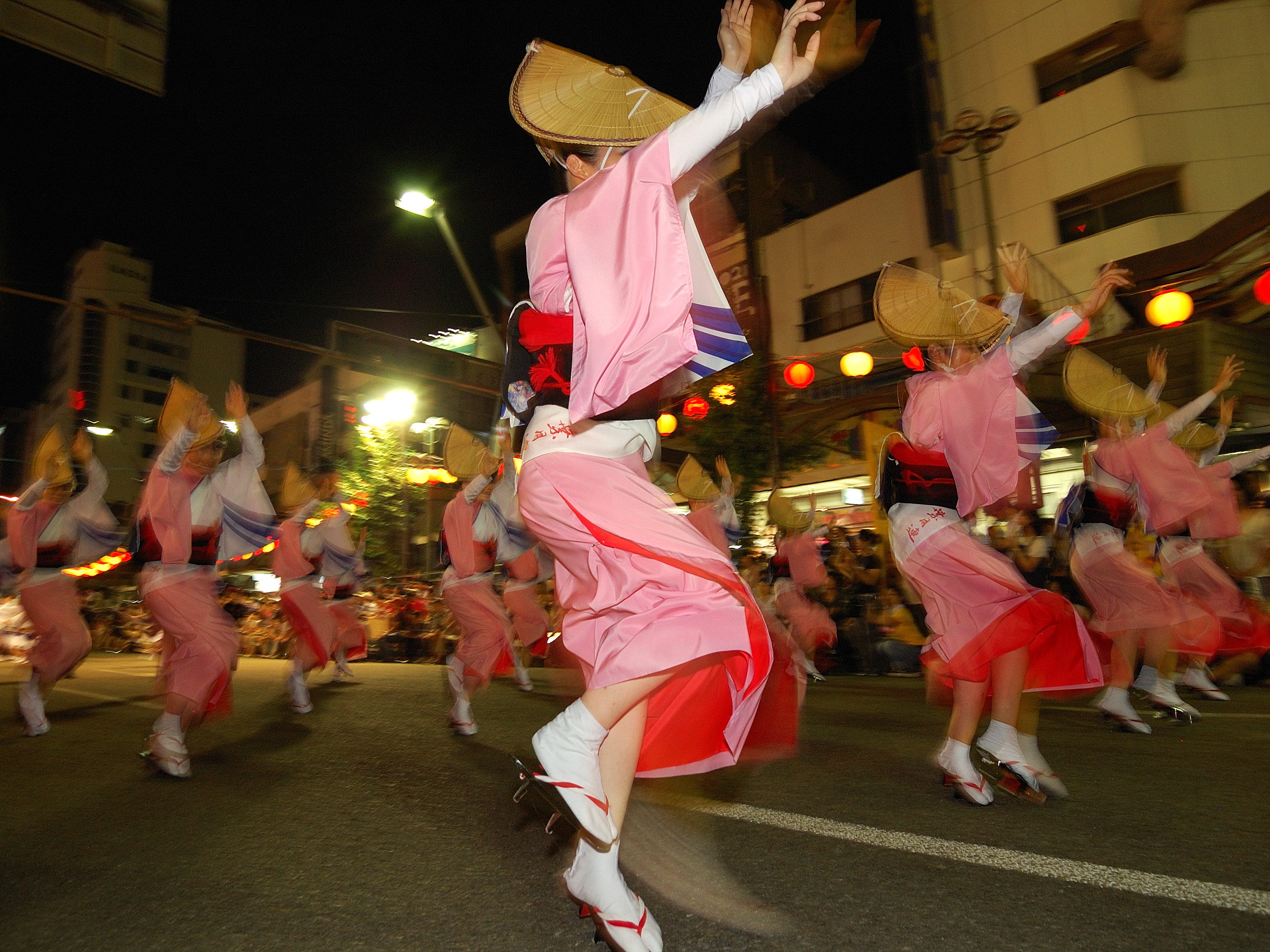
德島市阿波舞

阿波舞、夜來祭、新居濱太鼓祭、松山祭合稱四國四大祭。阿波舞是日本三大盆舞之一，擁有超過四百年的歷史。德島市阿波舞於每年8月12日至15日舉行，是日本規模最大的阿波舞，有多達10萬人直接參與舞蹈，130萬人參觀。夜來祭是高知市於1954年開始舉辦的大型節慶活動，於每年8月9日至12日舉行。新居濱太鼓祭在每年10月16日至18日舉行，以豪華絢爛的太鼓台著稱，每年有約10萬人參觀。松山祭於每年八月舉行，開始於1966年，以野球拳而著稱。四國還有金刀比羅宮的例大祭、以太鼓台而聞名的土居太鼓祭、以鬥牛著稱的和靈大祭、西條祭等傳統節慶活動。

### 媒體
四國的地方報紙有德島新聞、四国新聞（在香川縣發行）、愛媛新聞、高知新聞。這四家報紙都是各縣發行量最多的報紙。日本放送協會（NHK）在四國各縣均設有放送局，其中松山放送局是四國地方的據點局。四國四縣中以和岡山縣共享收視範圍的香川縣可收看的民營電視台最多，日本五大電視聯播網均可收看，但總部位於香川縣的電視台只有西日本放送和瀨戶內海放送（另外三家電視台總部位於岡山市）。愛媛縣則擁有南海放送、愛媛電視台、愛電視台和愛媛朝日電視台四家民營電視台。高知縣有高知放送、高知電視台和高知SunSun電視台三家民營電視台。德島縣雖然只有四國放送一家民營電視台，但縣內部分地區可以接收到近畿地方的電視台訊號，實際可收看五個電視台。

## 教育
四國有德島大學、鳴門教育大學、香川大學、愛媛大學、高知大學五所國立大學。五所大學中，鳴門教育大學以外的大學都是戰後初期設立的國立大學（也就是日本坊间戏称的所謂「火車便當大學」）。香川大學、愛媛大學和高知大學是綜合型大學。德島大學以理工科為主，並擁有四國唯一的牙醫學院，2014年諾貝爾獎得主中村修二畢業於德島大學。鳴門教育大學成立於1981年，前身是德島大學的教育學院。四國的主要公立大學有高知縣立大學、高知工科大學等學校。主要的私立大學有德島縣的四國大學、德島文理大學，香川縣的四國學院大學、高松大學，愛媛縣的松山大學。

## 體育
四國雖然沒有日本職棒的球隊，但四國各地的職業棒球隊創建四國島聯盟。現在四國島聯盟有德島靛青襪、香川橄欖勇士、愛媛柑桔海盜、高知鬥犬四個球隊參賽。四國在全國高等學校野球選手權大會中成績卓著，四縣共獲得過11次冠軍，愛媛縣更是以六次奪冠而高居全日本第八位。四國共有三家日本職業足球聯賽的球隊，分別是讚岐釜玉海、愛媛FC、德島漩渦。三家球隊現在均參加J2聯賽。四國還擁有香川五箭和愛媛維京人兩家B聯賽的球隊。

## 交通

### 鐵路

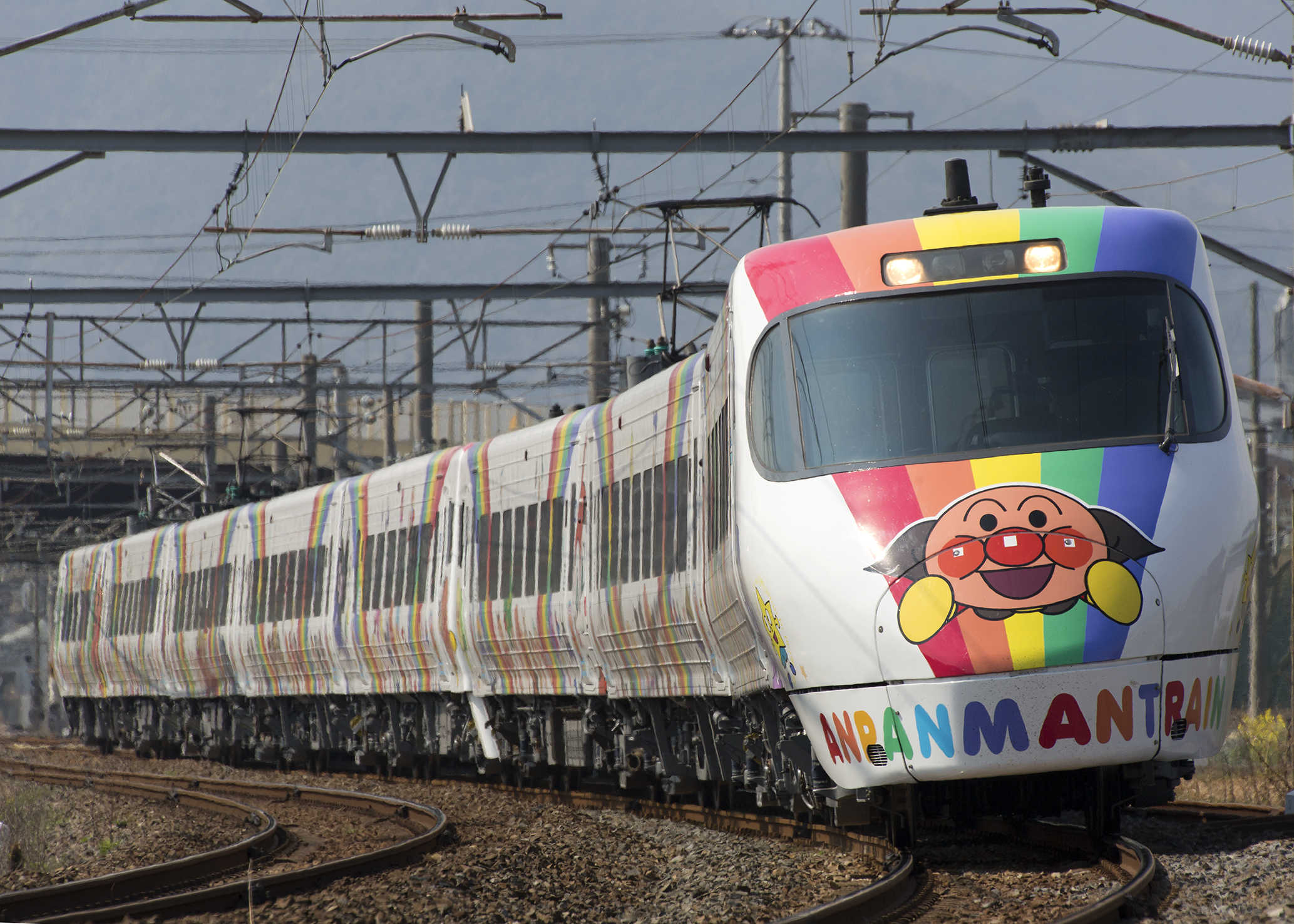
JR四國的麵包超人特急列車

四國的大部分鐵路路線由四國旅客鐵道（JR四國）經營。JR四國的營業路線全長855.2公里，運營路線包括愛媛縣西部的內子線、高松車站至德島車站的高德線、橫貫德島縣中部的德島線、自多度津車站至高知車站的土讚線、德島縣東部的鳴門線、連接本州和四國的本四備讚線（瀨戶大橋線）、德島縣東南部的牟岐線、自高松車站途徑瀨戶內海沿岸至宇和島車站的予讚線、四國西南部的予土線，其中連接四個縣廳都市之間的路線和四國至岡山之間的瀨戶大橋線是四國鐵路的主幹線。JR四國的電氣化路線包括予讚線的高松車站至伊予市車站區間、瀨戶大橋線、土讚線的多度津車站至琴平車站區間，複線區間則有予讚線的高松車站至多度津車站區間和瀨戶大橋線的部分區間。四國是鐵路電氣化較為滯後的地區，德島縣是日本唯一完全沒有電力機車行駛的縣。四國有阿佐海岸鐵道（運營阿佐東線）和土佐黑潮鐵道（運營中村線、宿毛線、阿佐線三條路線）兩個第三部門的鐵路公司。四國有三家私鐵公司。高松琴平電氣鐵道經營有琴平線、志度線、長尾線三條香川縣內的路線。伊予鐵道經營有高濱線、横河原線、郡中線三條連接松山市中心和郊外的鐵道路線以及城北線、城南線、本町線、大手町線、花園線五條松山市中心的路面電車路線。土佐電氣鐵道經營有後免線、棧橋線、伊野線三條高知市及其郊區的路面電車路線。在2016年北海道新幹線開業之後，四國是日本四大主島中唯一沒有新幹線的島。

### 公路

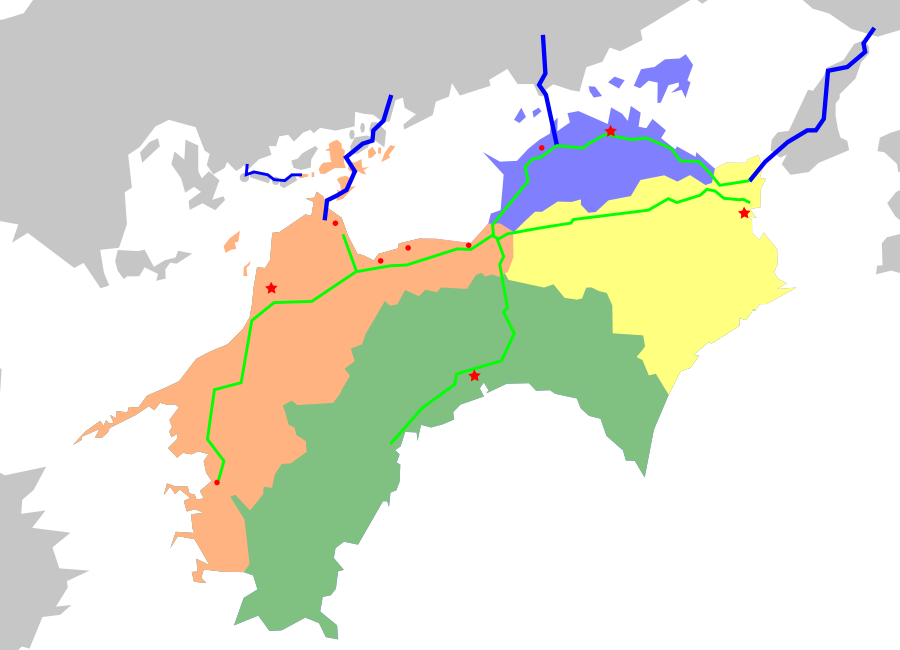
圖中綠線代表四國的高速公路、藍線代表四國本州之間的高速公路、紅點表示四國人口最多的十個城市（其中星形是縣廳所在地城市）

四國是日本最晚開始修建高速公路的地區。四國第一條高速公路開通於1985年。1986年時，日本全國的高速公路竣工率有34%，而四國只有2%。然而之後四國高速公路建設進度較快。2000年時，連接四國四縣廳所在地之間的X高速竣工，四國的公路交通因此大幅改善。2005年時，四國的高速公路竣工率已超過日本平均值。現在四國有高松自動車道、德島自動車道、高知自動車道、松山自動車道、今治小松自動車道、高知東部自動車道、神戶淡路鳴門自動車道、瀨戶中央自動車道、西瀨戶自動車道九條高規格幹線道路。高速公路的發展使得四國島內各主要城市和四國與本州之間的高速巴士大幅增加，其中又以自德島或高松出發前往京阪神的巴士客流量最大。

### 本四架橋
四國和本州之間有三條本州四國聯絡橋，分別是自鳴門市至神戶市的神戶淡路鳴門自動車道、坂出市至倉敷市的瀨戶大橋和今治市至尾道市的西瀨戶自動車道諸橋。瀨戶大橋是公路鐵路兩用橋，也是本四架橋中最早開通的橋樑，由六座橋樑構成，是四國前往山陽地方的最短路線。神戶淡路鳴門自動車道由大鳴門橋、明石海峽大橋及兩橋之間的高速公路構成，是四國前往近畿地方的最短路線。瀨戶大橋在通車之初是四國本州之間主要的交通方式。但在明石海峽大橋開通之後，由於京阪神地區的經濟吸引力較強，鳴門市至神戶市的路線成為本州四國之間交通量最大的路線:389。與重視都市之間交通的大鳴門橋及瀨戶大橋相對，西瀨戶自動車道諸橋定位為主要服務離島居民的生活道路，設有行人、自行車和摩托車的專用道。

### 水運

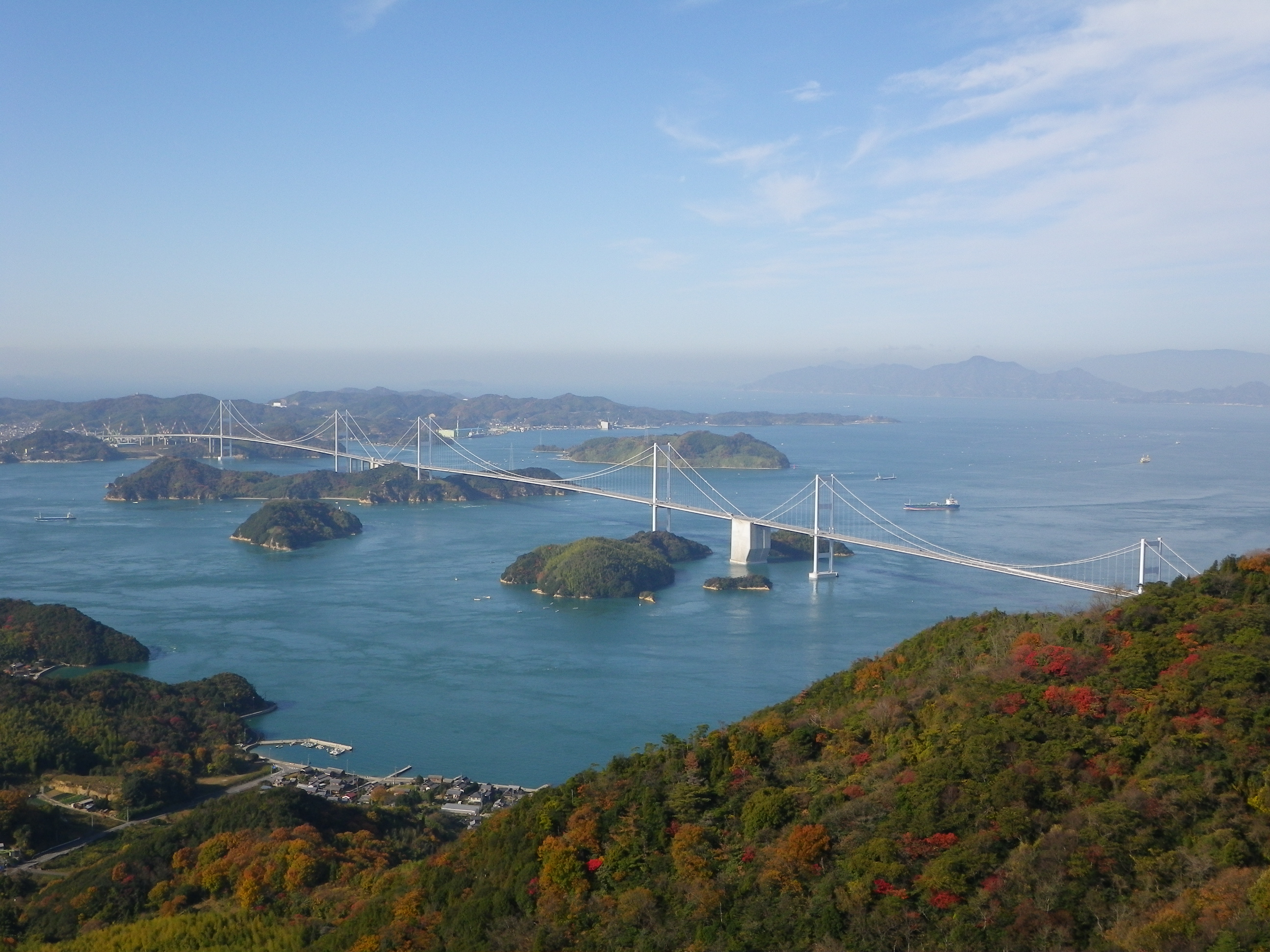
來島海峽大橋

古代時期，水運是往來四國和本州之間的唯一方法，瀨戶內海航運也十分發達。然而隨著四國和本州之間陸路交通的開通，兩地之間的水運客運需求大幅減少。現在四國和日本其他地區之間主要的水運航線有岡山縣玉野市宇野港和香川縣高松市高松港之間的宇高航路、德島縣和和歌山縣之間的阿紀航路、愛媛縣和廣島縣之間的藝予航路以及大分縣和愛媛縣之間的航路。

### 航空
四國最早的民航客運航線開始於1931年，但快速發展則開始於1950年代極東航空開設大阪至高知、高松和松山的航線:391。四國現在有高松機場、松山機場、高知機場、德島飛行場四個機場。這四個機場的跑道長度均達2500米，其中松山機場和高松機場有定期國際航線。四國的機場的航線主要目的地是東京的羽田機場和成田機場，並且也有飛往大阪、名古屋、福岡、那霸等地的航班。在四國的機場中，以松山機場乘客最多，年乘客數超過282萬人，其次依序是高松、高知、德島。

## 觀光

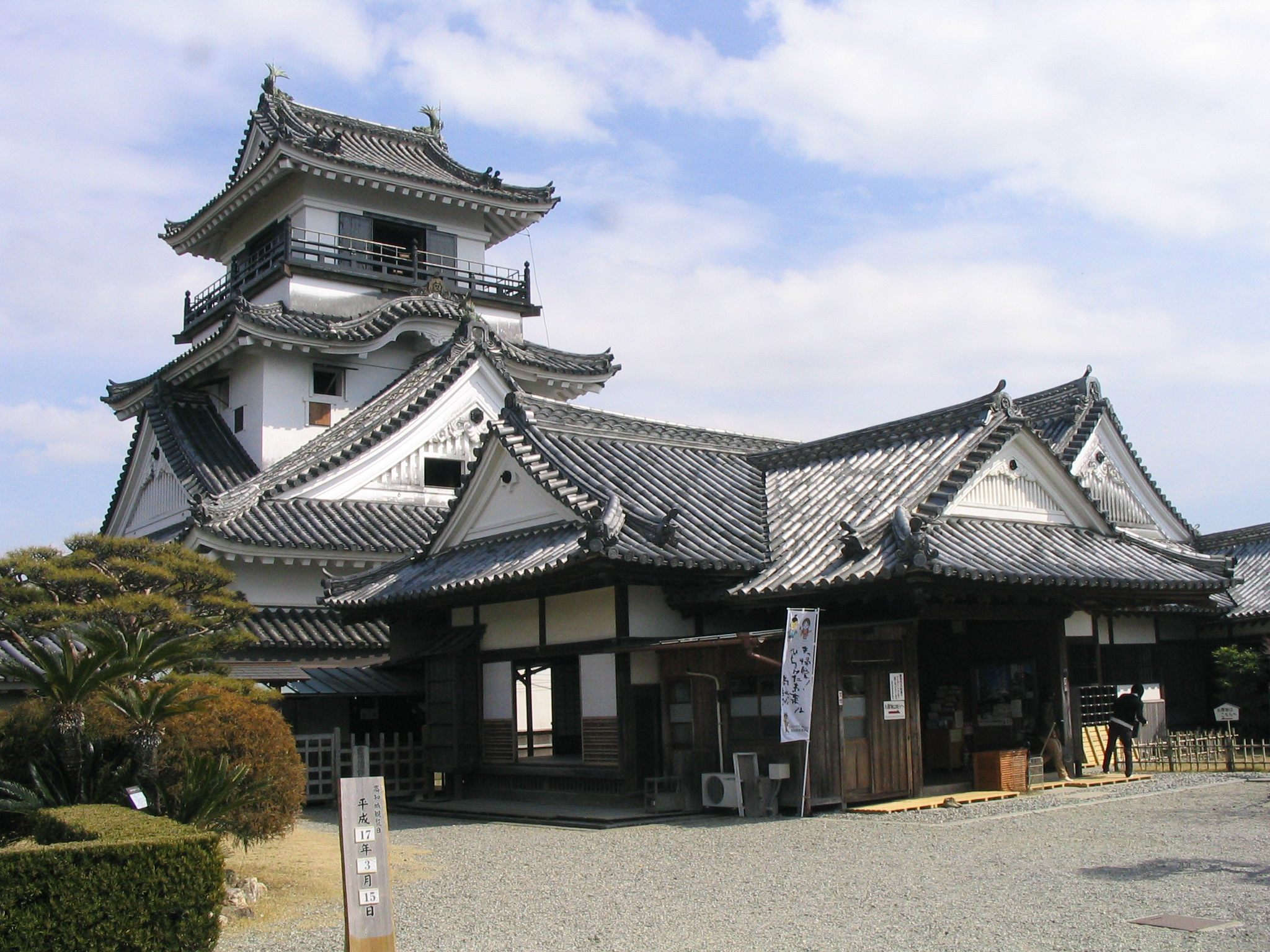
高知城

四國觀光的歷史起源於行經四國八十八箇所的四國遍路。四國遍路開始於平安時代，最初起源於虔誠的佛教信徒巡禮四國各個和空海有關的佛寺。1631年（寬永8年）時，已有史料明記八十八箇所的佛寺一覽。江戶時代時，四國遍路已成為普及至庶民階級的活動，不僅是宗教性質的修行活動，亦開始兼具觀光活動的色彩。現在四國遍路已成為日本最具代表的宗教巡禮路線。當地政府正努力使四國八十八箇所成為世界遺產。香川縣的金刀比羅宮是四國的另一著名宗教色彩強烈的旅遊勝地。金刀比羅宮主祀海上交通的守護神大物主神，以多達1368階的階梯而著稱，內有多座重要文化財建築，自江戶時代開始參拜客就絡繹不絕。
四國多樣豐富的地形變化使得四國擁有獨特的自然景觀。鳴門海峽潮流湍急，是世界三大潮流之一，漩渦的直徑最大可達20米。瀨戶內海中的來島海峽亦以急流著稱。小步危和大步危位於四國中部，以險峻的峽谷景觀著稱。四國南部的四萬十川流域、足摺岬等地則因人跡罕至而自然保存狀況較好，保留有日本的原風景。瀨戶內海海域是日本首個國立公園。近年舉辦在瀨戶內海東部諸島的瀨戶內國際藝術祭已成為瀨戶內觀光新的重要活動。連接愛媛縣和廣島縣，途徑瀨戶內海內諸島的島波海道全長約70公里，已成為世界著名的自行車觀光路線。四國溫泉療養地眾多，其中又以日本三古湯之一的道後溫泉最為著名。
四國擁有眾多知名的城郭建築，在日本的十二座現存天守中，有四座位於四國。丸龜城不僅擁有現存天守，石垣高度也是日本之冠。愛媛縣是日本唯一有兩座現存天守的縣。松山城是日本最後一座完全的城郭建築。宇和島城則是築城高手藤堂高虎的傑作。高知城則是日本唯一本丸之內的建築均得到完好保存的城郭。此外德島城、高松城、今治城等城堡亦被選入日本100名城。高松市栗林公園是日本庭園的最高傑作之一，獲得米其林指南的三星級肯定，並且被認定為特別名勝。

## 外部連結
- （页面存档备份，存于）
- 四國旅遊：日本旅遊地圖與手冊（页面存档备份，存于）